# Kempinski Palace Hotel (Portorož)

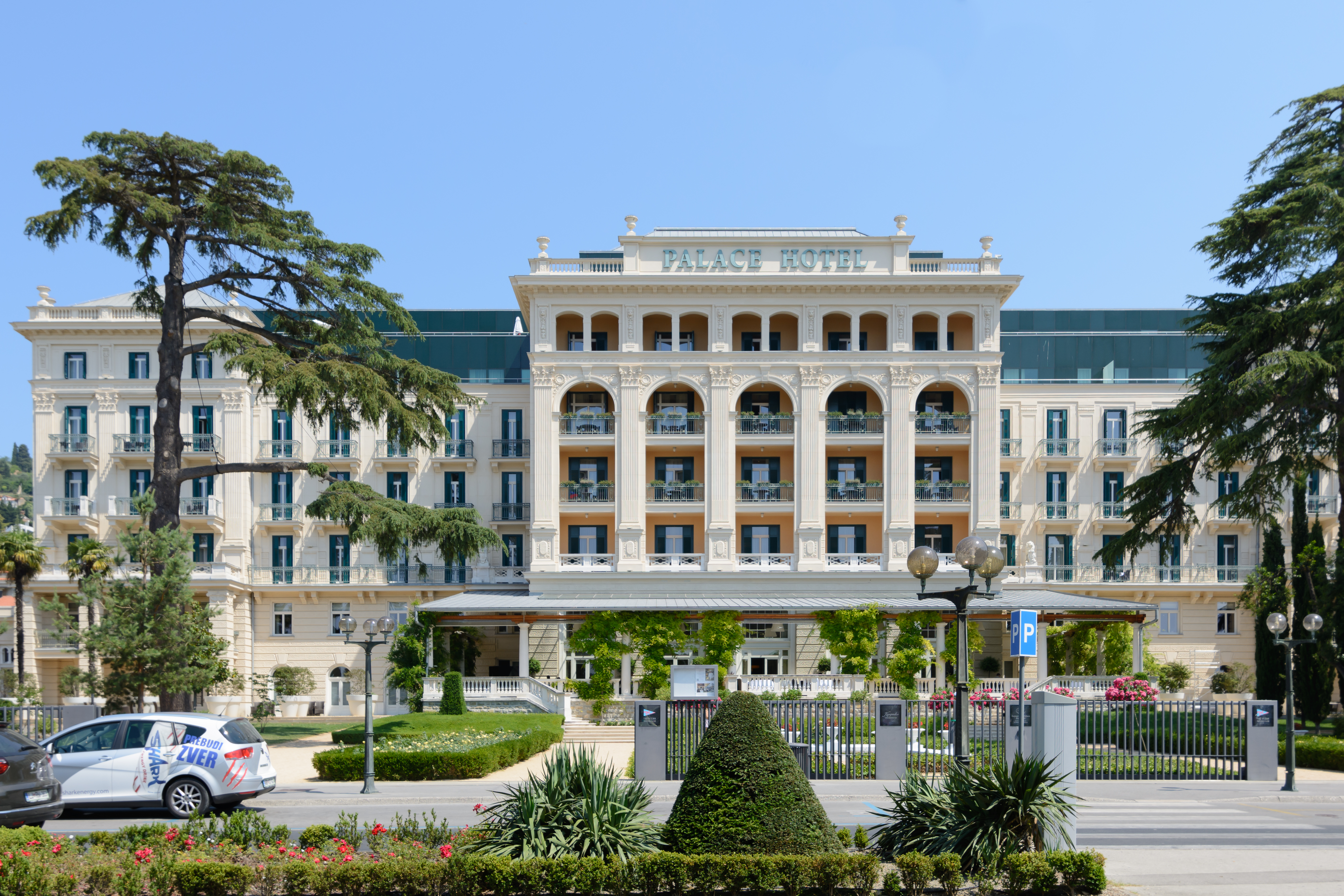
Kempinski Palace Hotel (2015)

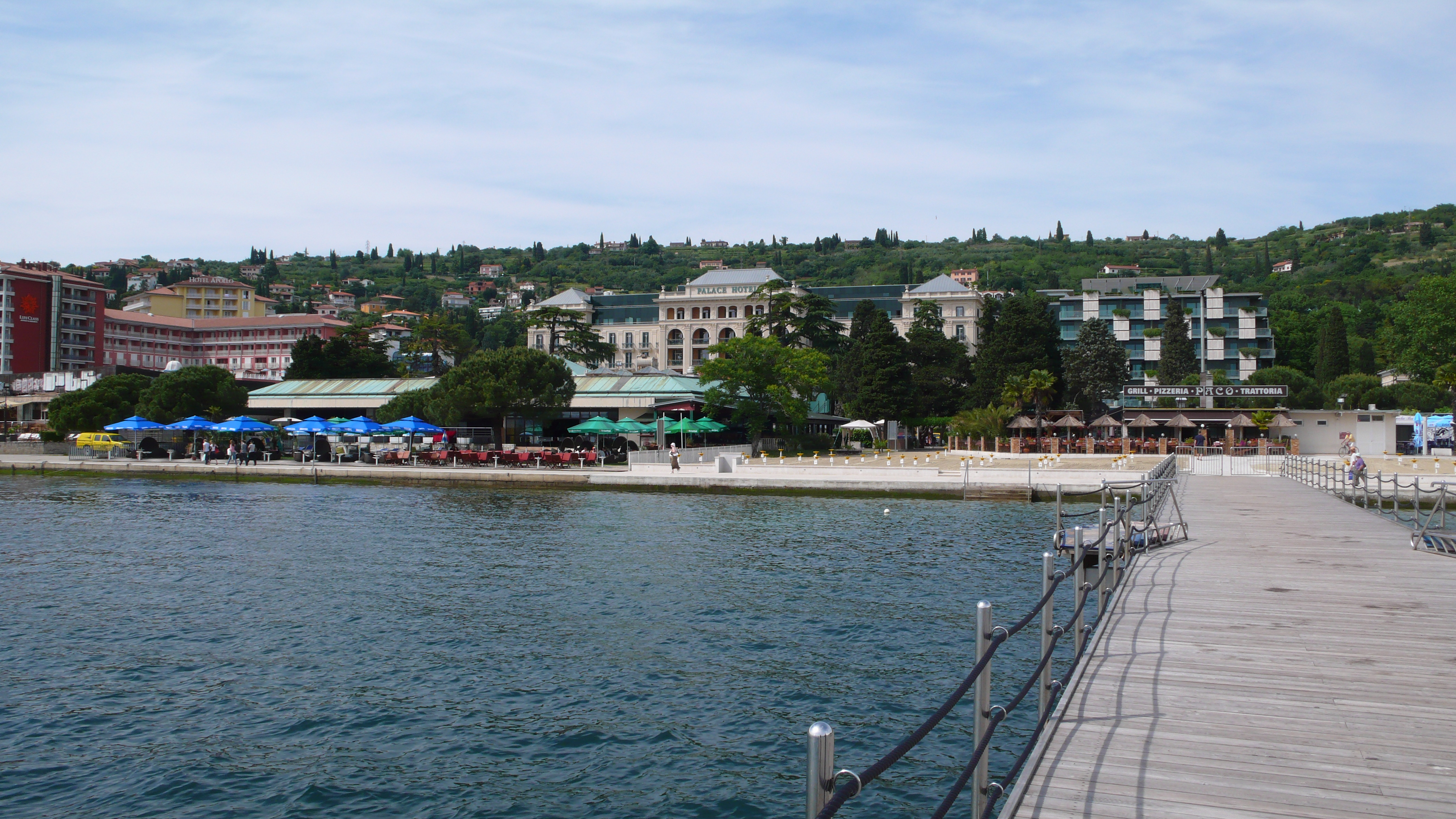
Blick vom Strand auf das Hauptgebäude

Das Kempinski Palace Hotel im slowenischen Seebad Portorož ist ein Fünf-Sterne-Luxushotel der Kempinski-Hotelgruppe. Das 1910 erbaute Haus war bei seiner Eröffnung eines der größten und prachtvollsten Hotels der oberen Adria. 

## Geschichte
Im Jahr 1879 begann ein Piraner Arzt mit der Behandlung von Rheuma mithilfe der heilwirksamen Salz-Sole-Vorkommen bei Portorož. Aufgrund der heilklimatischen Bedingungen des Ortes und der zunehmenden Zahl an Kuren wurde Portorož am 25. Juni 1897 durch das k.k. Innenministerium zum Cur- und Seebad erklärt. Portorož entwickelte sich zu dieser Zeit neben Grado und Opatija zu einem der elegantesten Seebäder an der Österreichischen Riviera. 1908 wurde der Wiener Architekt Johann Eustacchio mit der Planung des Palace Hotels beauftragt, das am 20. August 1910 feierlich eröffnet wurde. Die im Stil des Historismus gehaltene Architektur griff verschiedene Stilelemente der Neorenaissance und der Wiener Secession auf, und das Hotel war in seiner gesamten Ausstattung auf die Bedürfnisse der besseren Gesellschaft der Donaumonarchie ausgerichtet. Neben  Kultur- und Sportveranstaltungen wurde das 1913 in der Villa San Lorenzo eröffnete Spielcasino Portorož zu einer besonderen Attraktion der Kurgäste. 
In der Zwischenkriegszeit stagnierte der Fremdenverkehr in Portorož, und erst wieder während der 1960er Jahre waren Prominente aus Politik und Filmwirtschaft im Hotel zu Gast. 
Während der 1970er Jahre litt das Hotel unter einem schlechten Management der jugoslawischen Kommunalverwaltung, die u. a. den direkten Zugang zum Meer beschnitt. 1980 wurde das Hotel geschlossen, und drei Jahre später wurden das Hauptgebäude und die hoteleigenen Freianlagen unter Denkmalschutz gestellt. Nach kurzen Versuchen, den Betrieb des Hotels wiederzubeleben, wurde es 1990 endgültig geschlossen. 
Nach der Unabhängigkeit Sloweniens ging das Hotel 1994 in den Besitz der Gemeinde Piran über. Im Mai 2003 wurde ein 99-jähriger Pachtvertrag mit der slowenischen Istrabenz-Gruppe aus Koper unterschrieben, die das Hotel bis 2008 für rund 70 Millionen Euro renovierte und einen Vertrag mit der Kempinski-Gruppe einging, das Hotel für mindestens 20 Jahre zu betreiben. Bei der Renovierung wurde das Hauptgebäude bis auf die denkmalgeschützte Fassade komplett entkernt, ausgebaut und am 18. Oktober 2008 wiedereröffnet.

## Berühmte Gäste
Zur Geschichte des Hotels gehören Persönlichkeiten wie Erzherzog Franz Ferdinand von Österreich-Este, die Filmschauspieler Sophia Loren, Ornella Vanoni, Yul Brynner, Pierre Brice, Lex Barker, Adriano Celentano und Marcello Mastroianni, sowie Prominente aus Politik, Kunst und Kultur wie Bobby Fischer, Ivo Pogorelić, Bobby Solo oder Josip Tito.

## Ausstattung
Das 2008 sanierte Grandhotel verfügt über 181 Zimmer und 16 Suiten, darunter auch eine rund 230 m² große Präsidentensuite. Zum Hauptgebäude gehören neben Restaurants und Sälen auch der 300 m² große „Kristallsaal“, der an das Ambiente der Belle Époque erinnert. In einem  Neubau ist ein rund 2.500 m² großer Wellnessbereich untergebracht, u. a. mit Innen- und Außenschwimmbecken.